# Nikolay Zolotov
Nikolay Zolotov (tiếng Belarus: Мікалай Золатаў; tiếng Nga: Николай Золотов; sinh 11 tháng 11 năm 1994) là một cầu thủ bóng đá Belarus. Tính đến năm 2020, anh thi đấu cho Kolos Kovalivka.